# Jayudang
Il Jayudang (in coreano: 자유당?, traducibile come Partito Liberale o Partito della Libertà) è stato un partito politico sudcoreano di estrema destra fondato nel 1951 da Syngman Rhee, noto anticomunista e primo presidente della Corea del Sud.

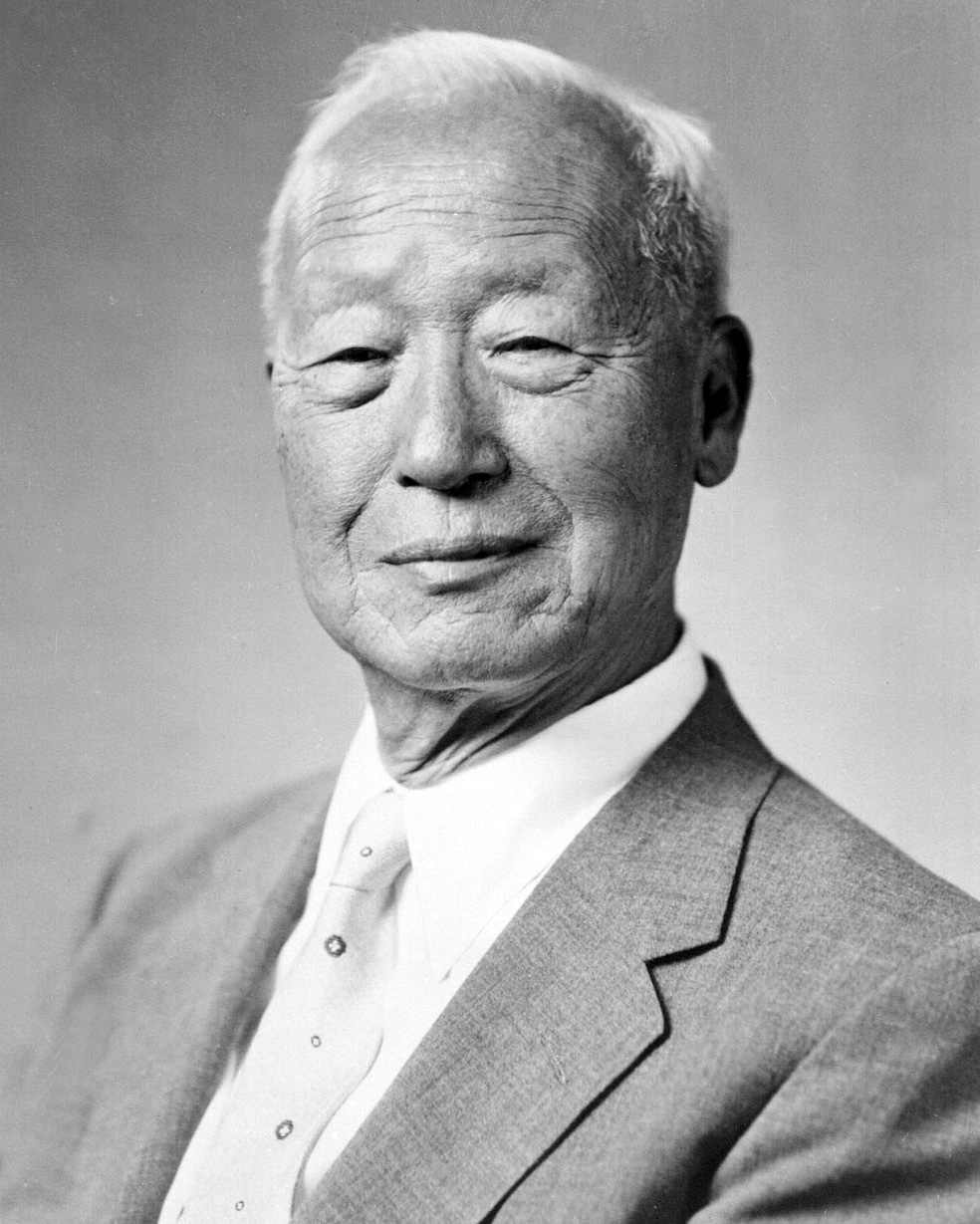
Syngman Rhee, fondatore del partito